# 라데온 R600
레이디언 R600은 그래픽 처리 장치(GPU)의 코드이름으로 ATI 테크놀로지스가 개발한 레이디언 HD 2000/3000 시리즈와 파이어GL 2007 시리즈 그래픽 카드의 기초가 된다.

## 사양 설명
전반적인 코드 이름은 Pele이며 2006~2007년 사이에 개발하였다.
- 시장 진입 수준의 카드: 레이디언 HD 2400, 레이디언 HD 3400
- 일반 수준의 카드: 레이디언 HD 2600, 레이디언 HD 3600
- 하이엔드 카드: 레이디언 HD 2900, 레이디언 HD 3800
- Direct3D 지원
  - 다이렉트3D 10.0, 셰이더 모델 4.0 (레이디언 2000대 모델)
  - 다이렉트3D 10.1, 셰이더 모델 4.1 (레이디언 3000대 모델)

## 같이 보기
- 그래픽 카드
- 그래픽 처리 장치
- 지포스 8 시리즈